# Tashi Lundup
Tashi Lundup (ur. 5 października 1984) – indyjski biegacz narciarski. Olimpijczyk z Vancouver 2010, gdzie zajął 83. miejsce w biegu na 15 km.
Startował na mistrzostwach świata w narciarstwie w Libercu 2009 i zajął tam 114 pozycję w biegu na 15 km. Jego najlepszy wynik w zawodach FIS-u to trzecie miejsce w biegu na 10 km zdobyte w 2007 roku w irańskim ośrodku narciarskim Shemshak w ostanie Teheran.

## Osiągnięcia

### Igrzyska olimpijskie
| Miejsce | Dzień     | Rok  | Miejscowość | Konkurencja           | Czas biegu  | Strata      | Zwycięzca     |
| ------- | --------- | ---- | ----------- | --------------------- | ----------- | ----------- | ------------- |
| 83.     | 15 lutego | 2010 | Vancouver   | 15 km stylem dowolnym | 33:36,3 min | +8:00,5 min | Dario Cologna |

### Mistrzostwa świata
| Miejsce | Dzień     | Rok  | Miejscowość | Konkurencja            | Czas biegu | Strata | Zwycięzca           |
| ------- | --------- | ---- | ----------- | ---------------------- | ---------- | ------ | ------------------- |
| 114.    | 24 lutego | 2009 | Liberec     | Sprint stylem dowolnym | —          | —      | Ola Vigen Hattestad |

### Mistrzostwa świata młodzieżowców U-23
| Miejsce | Dzień       | Rok  | Miejscowość | Konkurs                 | Wynik       | Strata       | Zwycięzca    |
| ------- | ----------- | ---- | ----------- | ----------------------- | ----------- | ------------ | ------------ |
| 64.     | 31 stycznia | 2006 | Kranj       | Sprint stylem dowolnym  | —           | —            | Harald Wurm  |
| 70.     | 2 lutego    | 2006 | Kranj       | 15 km stylem klasycznym | 38:23,9 min | +20:11,8 min | Franz Göring |

### Igrzyska azjatyckie
| Miejsce | Dzień       | Rok  | Miejscowość | Konkurencja             | Wynik       | Strata       | Zwycięzca          |
| ------- | ----------- | ---- | ----------- | ----------------------- | ----------- | ------------ | ------------------ |
| 23.     | 30 stycznia | 2007 | Changchun   | Sprint techniką dowolną | —           | —            | Yuichi Onda        |
| 16.     | 31 stycznia | 2007 | Changchun   | 30 km techniką dowolną  | 1:22:44,0 h | +21:07,0 min | Maxim Odnodvortsev |
| 5.      | 2 lutego    | 2011 | Ałmaty      | 15 km stylem dowolnym   | 49:31,0 min | +11:17,3 min | Keishin Yoshida    |
| 4.      | 5 lutego    | 2011 | Ałmaty      | Sztafeta 4x10 km        | 1:54:40,9 h | +40:12,3 min | Kazachstan         |